# Emoia impar
Emoia impar es una especie de lagarto escincomorfo del género Emoia, familia Scincidae. Fue descrita científicamente por Werner en 1898.
Habita en Vanuatu, Micronesia, Samoa, Tonga, Fiyi y Palaos. Especie introducida en los Estados Unidos (Hawái). Si bien es común en toda su área de distribución, está amenazado por la pérdida de hábitat, las especies invasoras y el aumento del nivel del mar debido al calentamiento global. También es una especie naturalizada en las islas hawaianas, muy probablemente introducida por los polinesios, pero ha sido acabada casi por completo de allí, posiblemente como resultado de la invasión de la hormiga leona (Pheidole megacephala). Desapareció de la mayoría de las islas a principios del siglo XX y persistió en la costa del Parque estatal Costa de Nā Pali hasta la década de 1960. Se descubrió que los supuestos avistamientos hasta la década de 1990 eran una población introducida de E. cyanura que se introdujo en la década de 1970 y persistió hasta por 2 décadas. Si bien algunos estudios han afirmado que se ha acabado por completo de Hawái, en realidad aún persiste en el islote costero de Mōkapu, Molokai, donde tiene una población estable. Se vio en la isla grande de Hawái, en el área de Kalapana, en septiembre de 2021. Aunque algunas fuentes afirman que E. impar es una especie nativa de Hawái basándose en la presencia de un solo hueso fósil. El análisis de los sedimentos en los que se encontró el hueso indica que tiene un origen comparativamente reciente.